# Такотальпа
Такота́льпа (исп. Tacotalpa) — город в Мексике, в штате Табаско, входит в состав одноимённого муниципалитета и является его административным центром. Численность населения, по данным переписи 2020 года, составила 7710 человек.

## Общие сведения
Название Tacotalpa происходит от астекского Taco-tlal-pan, что дословно можно перевести как: земля, заросшая сорняками.
Поселение было основано в доиспанский период народом соке в VIII—X веках, и является один из старейших в штате.
В 1531 году Такотальпа была захвачена конкистадорами во главе с Франсиско де Монтехо, и в 1535 году стало энкомьендой Бернардино де Медины, а 27 июня 1543 года перешла в управление Франсиско Рамиреса.
В 1677 году из-за постоянных набегов пиратов на Вильяэрмосу, столица штата была перенесена в Такотальпу, но в 1795 году была перенесена обратно.
В 1710 году была построена церковь Пресвятой Девы Марии Успенской.
26 октября 1844 года Такотальпа получила статус вильи.
В 1847 году из-за нападения американцев, столица вновь на некоторое время была перенесена в Такотальпу.
В первой половине XX века река Сьерра часто выходила из берегов, что привело к постепенному уничтожению построек колониального периода, поэтому в 1953—1954 годах был построен отводной канал.
10 июня 1976 года Такотальпе был присвоен статус города.

## Население
| Год  | Численность | Численность |
| ---- | ----------- | ----------- |
| 2000 | 6914        | [ 6 ]       |
| 2005 | 7588        | [ 7 ]       |
| 2010 | 8071        | [ 8 ]       |
| 2020 | 7710        | [ 9 ]       |